# Gametangium

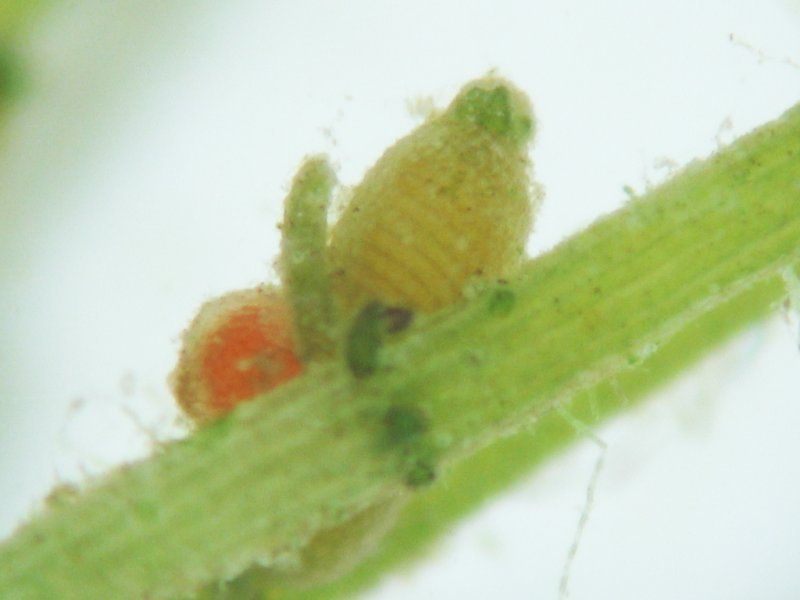
Antheridium (rot) und Oogon (rechts daneben) der Armleuchteralge Chara contraria.

Ein Gametangium ist in der Botanik die Bezeichnung für einen Behälter, in dem die sexuell differenzierten Fortpflanzungszellen (Gameten), die der geschlechtlichen Fortpflanzung dienen, gebildet werden. 
In der deutsch- und englischsprachigen Literatur werden als Gametangium sowohl die einzelnen Zellen der Thallophyten (wie Pilze) bezeichnet, in denen sich die Gameten bilden, als auch die mehrzelligen Gametangien mit steriler Wand der Moose und Gefäßpflanzen. In der französischen Literatur ist die Bezeichnung auf letztere Bedeutung beschränkt. Im Deutschen hat sich die Bezeichnung Gametocyste für die Gametenbehälter der Thallophyten nicht durchgesetzt. 
Bei den Moosen und Gefäßpflanzen (Farne und Samenpflanzen) wird das weibliche Gametangium Archegonium, das männliche Antheridium genannt. Die Gametangien werden vom Gametophyten gebildet (→ Generationswechsel).
Bei den Algen und Pilzen wird das weibliche Gametangium Oogon, das männliche Antheridium, Spermatogonium oder Androgametocyste genannt.
Werden die Gameten vor dem Sexualvorgang nicht freigelassen, sondern verschmelzen die ganzen Gametangien miteinander, spricht man von Gametangiogamie. Dabei können die Gametangien gleichgestaltet sein (Isogametangiogamie) oder verschieden gestaltet (Anisogametangiogamie). 
Die Bezeichnung Gametangium wurde von Eduard Strasburger 1877 gleichzeitig mit der Bezeichnung Gamet eingeführt. 

## Belege
- Gerhard Wagenitz: Wörterbuch der Botanik. Die Termini in ihrem historischen Zusammenhang. 2., erweiterte Auflage. Spektrum Akademischer Verlag, Heidelberg/Berlin 2003, ISBN 3-8274-1398-2, S. 119f.